# روز بلوسوم
روز بلوسوم (14 مارس 1905 - أكتوبر 1984) (بالإنجليزية: Rose Blossom)‏ هي ممثلة أفلام صامتة أمريكية.

## أعمالها

### أفلام
| - عروس كولورادو (1928) - ويسبرينج سميث رايدز (1927) - ماسك الصيد (1927) - إغراء النادي الليلي (1927) - لفانيلات البيضاء (1927) - جشع الصحراء (1926) - شرطي السرعة (1926) - الإعصار اللطيف (1926) - الدورية الليلية (1926) - المخادع (1925) - سأخبر العالم (1925) |

## وصلات خارجية
روز بلوسوم على موقع IMDb (الإنجليزية)